# Чавун з вермикулярним графітом

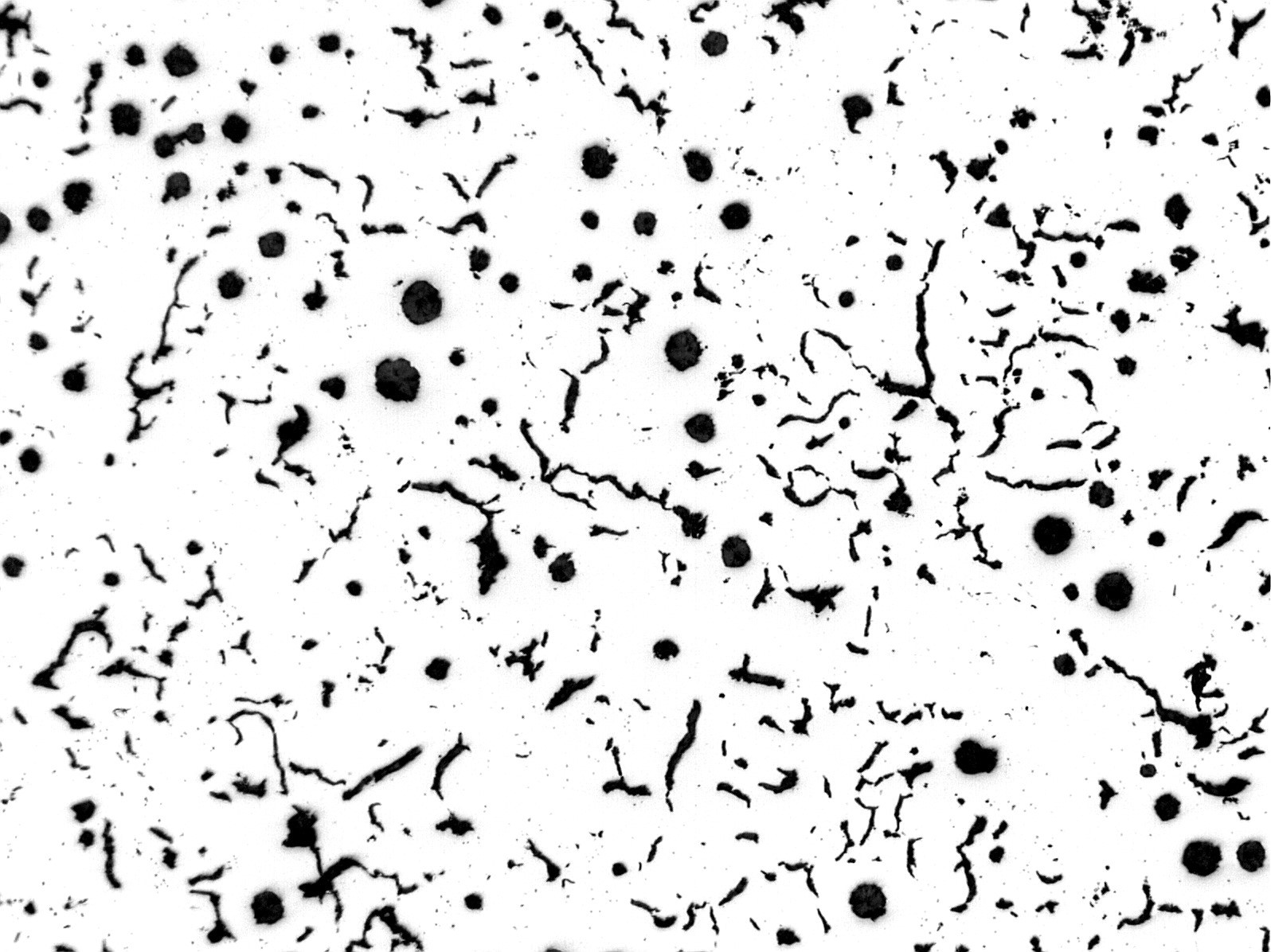
Чавун з вермикулярним графітом, частково у поєднанні з кулястим графітом при 50-кратному збільшенні

Чаву́н з вермикуля́рним графі́том (ЧВГ) (англ. Compacted Graphite Iron, CGI) — ливарний чавун, в якому включення графіту мають у площині шліфа вермикулярну (червоподібну, гусеницеподібну, личинкоподібну) форму.

## Історична довідка
Чавуни з вермикулярним графітом належать до ливарних чавунів, та характеризуються проміжними механічними і фізичними властивостями між сірими чавунами та високоміцними чавунами. Вони вдало поєднують міцність, теплопровідність та інші властивості. ЧВГ є відносно новим матеріалом, виробництво та споживання якого інтенсивно розвивається завдяки унікальним властивостям.
Чавун з вермикулярним графітом, як різновид високоміцного чавуну, вперше було описано в 1948 році Г. Моррогом.
Використання чавуну з вермикулярною формою графіту як самостійного конструкційного матеріалу було запропоноване в середині 1950-х років, а сама назва «чавун з вермикулярним графітом» вперше зустрічається у Р. Шелленга (R. D. Schelleng). В англомовних країнах цей матеріал дістав назву англ. Compacted Graphite Iron, CGI — «чавун з компактним графітом».
Прорив у розвитку технологій стабільного отримання виливків з чавуну з вермикулярним графітом був зроблений у 1960-х роках Р. Шелленгом (American International Nickel Co.), який отримав британський патент (№ 1069058) та патент США (3421886), щодо виробництва ЧВГ з використанням як модифікуючої добавки сплаву магнію з титаном.
У 1968 році австрійські дослідники W. Thury, R. Hummer та E. Nechtelberger отримали австрійський патент (AT290592B) на промисловий метод виробництва ЧВГ, з застосуванням мішметалу (суміші рідкісноземельних металів).
Світовим лідером у розробці технологій отримання виливків з ЧВГ стала шведська компанія «Sinter Cast AB». Технологія «Sinter Cast» станом на 2018 рік включає використання 45 установок у 13 країнах світу.

## Структура та хімічний склад
Структура цих чавунів формується під дією комплексного модифікатора, що містить магній та рідкісноземельні метали. Графіт набуває кулястої (близько 20 %) та вермикулярної форми. Остання являє собою взаємопов'язані пелюстки, але на відміну від пластинчастого графіту вони мають меншу довжину, більшу товщину і округлі краї. За відношенням довжини до
товщини включення вермикулярного графіту посідають проміжне положення l/h = 2…10 між кулястим (l/h < 2) і пластинчастим (l/h > 10) графітом. В цілому він виглядає як дрібні тонкі прожилки.
Головною проблемою при цілеспрямованому виробництві чавуну з вермикулярним графітом при модифікуванні магнієм є вузький діапазон (0,015…0,028 %) залишкового вмісту магнію, у якому забезпечується утворення такої форми графіту, що обумовлює низьку стабільність результатів.
Хімічний склад цих чавунів: 3,1 … 3,8 % C; 2,0 … 3,0 % Si; 0,2 … 1,0 % Μn; до 0,025 % S і 0,08 % Р

## Марки
Чинний в Україні стандарт ДСТУ 3926-99 регламентує чотири марки матеріалу ЧВГ 300-4, ЧВГ 300-5, ЧВГ 400-4, ЧВГ 500–1. При цьому регламентуються лише закладені у позначенні марки границя міцності на розрив (МПа) та відносне видовження (%). При наявності спеціальних вимог замовника стандарт вказує на мінімальні допустимі значення умовної границі плинності та діапазони твердості за Брінеллем. Стандарт дає рекомендації щодо хімічного складу металу. При цьому широкий діапазон вмісту магнію (0,012…0,028 %), кальцію (0,01…0,06 %) та рідкісноземельних металів (0,03…0,12 %) буде приводити до формування ЧВГ з високим рівнем сфероїдизації графіту.
Марки чавуну для виливок, що містить у структурі графіт вермикулярної форми (ВГ), визначаються на основі механічних властивостей, з часткою кулеподібного графіту не більшою за 40 %, регулюються міждержавним стандартом ГОСТ 28394-89 (в Україні не чинний). Цей стандарт виокремлює чотири марки ЧВГ: ЧВГ 30, ЧВГ 35, ЧВГ 40, ЧВГ 45. Цифрове маркування вказує на мінімальне значення границі міцності при розтягу в МПа*10−1, наприклад ЧВГ 45 (σв450 МПа).
Чавун з вермикулярним графітом регламентовано міжнародним стандартом ISO 16112, який використовує комбіновану назву «Compacted (Vermicular) GraphiteCastIron». Стандарт ISO для чавуну з вермикулярним графітом передбачає п'ять марок на основі мінімальних значень границі міцності (МПа): ISO 16112/JV/300 (феритний); ISO 16112/JV/350; ISO 16112/JV/400; ISO 16112/JV/450 (перлітний); ISO 16112/JV/500 (легований). Довідково стандарт ISO 16112: 2006 надає інформацію про механічні та фізичні властивості чавуну залежно від температури випробувань

## Властивості
Твердість ЧВГ залежить від марки і її значення становить від 130 (ЧВГ 30) до 250 HB, (ЧВГ 45). Границя плинності цих чавунів змінюється від 240 (ЧВГ 30) до 380 МПа (ЧВГ 45), відносне видовження: 3 % (ЧВГ 30) … 0,8 (ЧВГ 45).

## Використання
Першим комерційним застосуванням чавуну з вермикулярним графітом стало виготовлення з нього гальмівних дисків швидкісних залізничних поїздів.
Такий чавун знайшов широке застосування для виготовлення високонавантажених блоків циліндрів дизельних двигунів і у першу чергу з V-подібною конфігурацією. Застосування чавуну з вермикулярним графітом дозволяє досягнути:
- зниження загальної маси двигуна внутрішнього згорання до 9 %;
- зниження маси блоку циліндрів після механічної обробки на 22 %;
- зниження загальної довжини двигуна на 15 %;
- зниження висоти і ширини двигуна на 5 %;
- підвищення питомої потужності двигунів на 18…42 %.

ЧВГ також використовується для корпусів турбонагнітальних і витяжних колекторів, в останньому випадку для зменшення корозії.